# Primera División de Andorra 1997-98
La Primera División de Andorra 1997-98 (oficialmente y en catalán: Primera Divisió de Andorra 1997-98) fue la 3ra edición del campeonato de la máxima categoría de fútbol del Principado de Andorra. Estuvo organizada por la Federación Andorrana de Fútbol y fue disputada por 11 equipos. Comenzó entre septiembre y octubre de 1997 y finalizó el 10 de mayo de 1998.
Principat obtuvo el bicampeonato goleando a Magatzems Lima por 5-0 como visitante en la última jornada, sacando provecho de la victoria lograda una fecha antes ante FC Santa Coloma, su único rival por el título, que por entonces llevaba el liderazgo del torneo. Al final de la temporada, Veterans d'Andorra se retiró de la liga.

## Retiros y admisiones
| Pos. | Relegados de 1.ª División |
| ---- | ------------------------- |
| 5.º  | Aldosa                    |
| 10.º | Les Bons                  |
| 12.º | Spordany Juvenil          |

| N.º | Admitidos     |
| --- | ------------- |
| 1   | Cava Benito   |
| 2   | Joiries Aurum |

## Sistema de competición
El campeonato constó de una sola fase, en la que los once equipos se enfrentaron entre sí bajo el sistema de todos contra todos a dos ruedas, completando un total de 22 fechas. El equipo con mayor cantidad puntos al final de la temporada se consagró campeón y accedió a la primera ronda de la Copa de la UEFA 1998-99.
Las clasificación se estableció a partir de los puntos obtenidos en cada encuentro, otorgando tres por partido ganado, uno por empatado y ninguno en caso de derrota. En caso de igualdad de puntos entre dos o más equipos, se aplicaron, en el mencionado orden, los siguientes criterios de desempate:
1. Mayor cantidad de puntos en los partidos entre los equipos implicados;
2. Mejor diferencia de goles en los partidos entre los equipos implicados;
3. Mayor cantidad de goles a favor en los partidos entre los equipos implicados;
4. Mejor diferencia de goles en toda la temporada;
5. Mayor cantidad de goles a favor en toda la temporada.

## Equipos participantes
| Equipo                | Ciudad                  |
| --------------------- | ----------------------- |
| Assegurances Doval    | Las Escaldas-Engordany  |
| Cava Benito           | San Julián de Loria     |
| Encamp                | Encamp                  |
| Inter Club d'Escaldes | Las Escaldas-Engordany  |
| Joiries Aurum         | Las Escaldas-Engordany  |
| Magatzems Lima        | La Massana              |
| Principat             | San Julián de Loria     |
| Sant Julià            | San Julián de Loria     |
| FC Santa Coloma       | Santa Coloma de Andorra |
| Sporting Engordany    | Las Escaldas-Engordany  |
| Veterans d'Andorra    | Andorra la Vieja        |

| \| Parroquia \| N.º \| Equipos \| \| ---------------------- \| --- \| ---------------------------------------------------------------------------- \| \| Las Escaldas-Engordany \| 4 \| Assegurances Doval; Inter Club d'Escaldes; Joiries Aurum; Sporting Engordany \| \| San Julián de Loria \| 3 \| Cava Benito; Principat; Sant Julià \| \| Andorra la Vieja \| 2 \| FC Santa Coloma; Veterans d'Andorra \| \| Encamp \| 1 \| Encamp \| \| La Massana \| 1 \| Magatzems Lima \| |     |                                                                              |
| Parroquia | N.º | Equipos                                                                      |
| Las Escaldas-Engordany | 4   | Assegurances Doval; Inter Club d'Escaldes; Joiries Aurum; Sporting Engordany |
| San Julián de Loria | 3   | Cava Benito; Principat; Sant Julià                                           |
| Andorra la Vieja | 2   | FC Santa Coloma; Veterans d'Andorra                                          |
| Encamp | 1   | Encamp                                                                       |
| La Massana | 1   | Magatzems Lima                                                               |

## Clasificación
|  |     | Equipos               | PJ | PG | PE | PP | GF | GC | Dif | Pts |
|  | --- | --------------------- | -- | -- | -- | -- | -- | -- | --- | --- |
|  | 1.  | Principat (C)         | 20 | 18 | 2  | 0  | 89 | 9  | +80 | 56  |
|  | 2.  | FC Santa Coloma       | 20 | 18 | 1  | 1  | 99 | 11 | +88 | 55  |
|  | 3.  | Encamp                | 20 | 11 | 5  | 4  | 57 | 27 | +30 | 38  |
|  | 4.  | Inter Club d'Escaldes | 20 | 11 | 2  | 7  | 34 | 28 | +6  | 35  |
|  | 5.  | Sporting Engordany    | 20 | 7  | 4  | 9  | 37 | 63 | +34 | 25  |
|  | 6.  | Joiries Aurum         | 20 | 7  | 3  | 10 | 30 | 45 | -15 | 24  |
|  | 7.  | Cava Benito           | 20 | 7  | 2  | 11 | 30 | 52 | -22 | 23  |
|  | 8.  | Magatzems Lima        | 20 | 6  | 4  | 10 | 24 | 39 | -15 | 22  |
|  | 9.  | Sant Julià            | 20 | 6  | 2  | 12 | 35 | 54 | -19 | 20  |
|  | 10. | Veterans d'Andorra    | 20 | 3  | 3  | 14 | 20 | 70 | -50 | 12  |
|  | 11. | Assegurances Doval    | 20 | 2  | 0  | 18 | 27 | 84 | -57 | 6   |

|  |

|  | Clasificado para la primera ronda de la Copa de la UEFA 1998-99. |

| (C) Campeón |

## Estadísticas

### Máximos goleadores
| Jugador                                     | Equipo          | Goles |
| ------------------------------------------- | --------------- | ----- |
| Rafael Sanchez Pedrosa                      | FC Santa Coloma | 36    |
| Última actualización: 15 de octubre de 2016 |                 |       |